# Gmina Krupanj
Gmina Krupanj (serb. Opština Krupanj / Општина Крупањ) – gmina w Serbii, w okręgu maczwańskim. W 2018 roku liczyła 15 602 mieszkańców.